# جيلبرت (وحدة)
جِلبرت (بالإنجليزية: Gilbert، نقحرة: جيلبرت، أو باختصار (Gb)) هي وحدة قديمة في نظام الوحدات سنتيمتر-جرام-ثانية كانت تستخدم لقياس الجهد المغناطيسي Um :
(القوة الدافعة المغناطيسية Fm = شدة المجال المغناطيسي x المسافة )
أو بالإنجليزية:
Fm = H x s
سميت تلك الوحدة تكريما للطبيب والفيزيائي الإنجليزي وليم جِلبرت.
وتعرّف وحدة جِلبرت «بأنها الشغل اللازم لرفع طاقة الجهد المغناطيسي لوحدة القطب الموجب بمقدار 1 إرج».
في نظام وحدات سنتيمتر-جرام-ثانية CGS تنطبق المعادلة:
{\displaystyle 1\,\mathrm {Gb} =} {\displaystyle 1\,\mathrm {Oe} \cdot \mathrm {cm} =}
{\displaystyle 1\,\mathrm {g} ^{\frac {1}{2}}\cdot \mathrm {cm} ^{\frac {1}{2}}\cdot \mathrm {s} ^{-1}}
حيث أورستد Oe هي وحدة شدة المجال المغناطيسي في نظام سنتيمتر-جرام-ثانية.
وفي النظام الدولي للوحدات فتعرف الوحدة:
{\displaystyle 1\,\mathrm {Gb} } {\displaystyle {\frac {10}{4\,\pi }}\,\mathrm {A} \approx }
أو:
{\displaystyle 1\,\mathrm {Gb} } {\displaystyle \approx } {\displaystyle 0{,}795\,774\,7\,\mathrm {A} }
حيث A : أوم

## اقرأ أيضا
- أورستد
- الاستبقائيّة
- مغناطيسية أرضية
- مغناطيسية حديدية
- مغناطيسية مسايرة
- مغناطيسية معاكسة
- فريمغناطيسية
- قانون كوري
- مغناطيسية حديدية مضادة
- مقاومة مغناطيسية
- ماكسويل (وحدة)

## وصلات خارجية
- ظاهرة المغناطيسية معززة بصور توضيحية